# 伊勢八知站

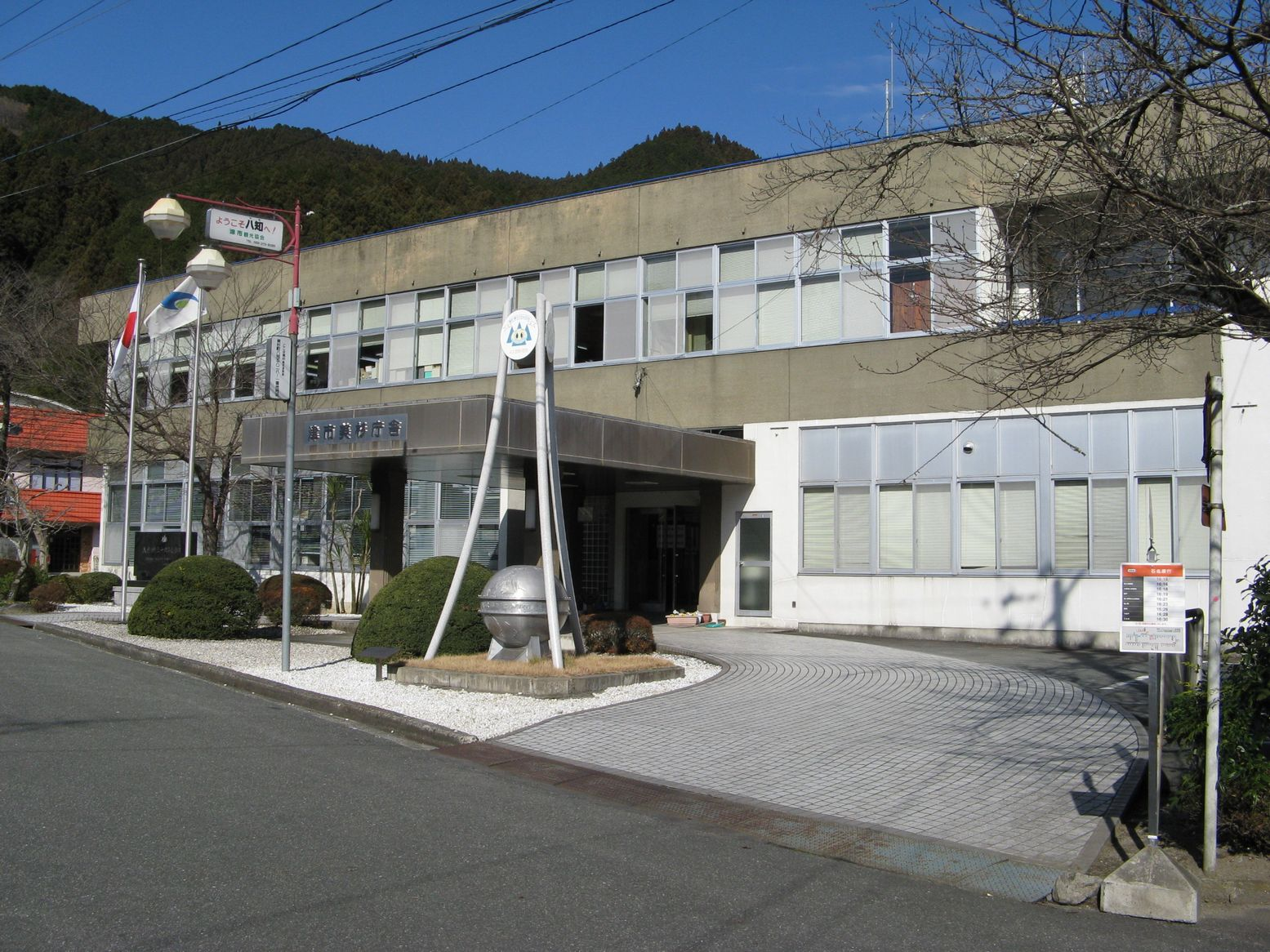
津市美杉廳舍

伊勢八知站（日语：／ Ise-yachi eki */?）是位於三重縣津市美杉町八知，東海旅客鐵道（JR東海）的名松線車站。

## 歷史
- 1935年（昭和10年）12月5日 - 國鐵名松線家城至伊勢奧津之間開通，此站啟用[1][2]。當時為一般車站[2]。
- 1963年（昭和38年）10月1日 - 終止貨物起卸業務[2]。
- 1984年（昭和59年）2月1日 - 終止行李起卸業務[2]。
- 1986年（昭和61年）4月1日 - 成為無人車站[3]。
- 1987年（昭和62年）4月1日 - 伴隨國鐵分割民營化，車站由東海旅客鐵道（JR東海）營運[1][2]。
- 2009年（平成21年）
  - 10月8日 -颱風米勒吹襲日本，使名松線全線暫停營業[1]。
  - 10月15日 - 家城至伊勢奧津之間安排代行巴士[1]。
- 2016年（平成28年）3月26日 - 家城至伊勢奧津之間重開，此站再有列車服務[4]。

## 車站構造
車站是一座地面車站，設有1面1線的單式月台。由於曾經此站設有列車交會設備和貨物月台，因此車站兩端的路軌都設有小彎位。
月台位於路軌西邊。此站設有車站大樓，大樓同時是津市營研修設施「美杉溫室」。大樓的建材使用了美杉特產美杉杉。此站是由松阪站管理的簡易委託車站。

## 利用狀況
根據「三重縣統計書」，以下為1日平均乘車人次列表。另外在2009年度～2015年度中，包含了2009年10月至2016年3月之間代行巴士的客量：
| 年度   | 1日平均 乘車人次 |
| ------ | ---------------- |
| 1998年 | 38               |
| 1999年 | 36               |
| 2000年 | 34               |
| 2001年 | 31               |
| 2002年 | 26               |
| 2003年 | 25               |
| 2004年 | 24               |
| 2005年 | 20               |
| 2006年 | 24               |
| 2007年 | 19               |
| 2008年 | 13               |
| 2009年 | 8                |
| 2010年 | 6                |
| 2011年 | 8                |
| 2012年 | 9                |
| 2013年 | 13               |
| 2014年 | 9                |
| 2015年 | 9                |
| 2016年 | 9                |
| 2017年 | 5                |
| 2018年 | 6                |
| 2019年 | 5                |

## 車站周邊
此站是舊美杉村地區的中心車站。站前設有近代建築物津市美杉廳舍。
- 津市美杉綜合文化中心、津市美杉廳舍
  - 津市津圖書館美杉圖書室（日语：津市図書館#美杉図書室）
- 津市立美杉中學（日语：津市立美杉中学校）
- 津市立美杉東小學（日语：津市立美杉東小学校）
- 火之谷溫泉（日语：火の谷温泉） 美杉度假

### 巴士路線
- 津市社區巴士（美杉地域）（日语：津市コミュニティバス (美杉地域)）

## 相鄰車站
東海旅客鐵道（JR東海）
名松線
伊勢鎌倉－伊勢八知－比津

## 注腳
1. 1 2 3 4 5  曾根悟（監修）. 朝日新聞出版分冊百科編集部（編集） , 编. . 週刊朝日百科. 25号 紀勢本線・参宮線・名松線. 朝日新聞出版. 2010-01-10: 26-27 （日语）.
2. 1 2 3 4 5 6  石野哲（編）. . JTB. 1998: 384. ISBN 978-4-533-02980-6 （日语）.
3. ↑  . 鐵道公報 (日本國有鐵道總裁室文書課). 1986-03-29: 4 （日语）.
4. ↑  . Response. 2015-12-18  [2015-12-18]. （原始内容存档于2021-07-12） （日语）.
5. ↑  三重県統計書 （页面存档备份，存于） - 三重県